# Джордан, Ронни
Рональд Лоренс Альберт Симпсон, сценический псевдоним Ронни Джордан (англ. Ronald Laurence Albert Simpson / Ronny Jordan, 29 ноября 1962, Лондон, Великобритания — 13 января 2014, Лондон, Великобритания) — британский джазовый гитарист, композитор, певец. Признанный лидер эйсид-джаза, один из самых влиятельных джазменов, игравших фанк- и соул-джаз; экспериментировал при этом в стилях диско, хип-хоп, ритм-н-блюз. Обладатель многих мировых музыкальных наград.

## Биография
Ронни Джордан родился 29 ноября 1962 года в Лондоне вторым из семи братьев и сестёр в семье священнослужителя, выходца из Ямайки. Первый его музыкальный опыт восходит к исполнению госпела в церковном хоре. В восемь лет самостоятельно освоил гитару. Мощное развития фанка в начале 1980-х годов привело взрослеющего Джордана к переосмыслению значения духовной музыки в своём творчестве, а также к поискам в других стилях и направлениях музыки. В этот период большое влияние на него оказали Чарли Крисчен и Уэс Монтгомери. Когда же начал приобретать популярность хип-хоп, Джордан стал искать пути сближения этого направления и джаза. Первым результатом экспериментов стал сингл «After Hours» — самая, вероятно, ранняя попытка в направлении, которое позже будет названа эйсид-джазом. Сольная карьера Ронни Джордана началась в 1992 году: был выпущен LP-альбом «Противоядие» (англ. The Antidote), композиции из которого сразу вошли в чаты Billboard. Песня «The Jackal» (альбом «Тихая революция», англ. The Quiet Revolution, 1993 год) стала известной, когда актриса Эллисон Дженни использовала её как фонограмму в одном из эпизодов сериала «Западное крыло». Совместный с DJ Krush альбом 1995 года «Bad Brothers» был принят публикой спокойно, но «живые» выступления музыканта по-прежнему воспринимались с восторгом. В 1999 году Ронни Джордан уезжает в Нью-Йорк. Записанный там альбом «Яркий день» (англ. A Brighter Day, 2000 год) входит в топ-10 джазовых альбомов Billboard и выдвигается на премию Грэмми. В том же году музыканту присвоена премия MOBO Awards. В 2001 компания Gibson выбрала его гитаристом года. В сентябре 2003 года в Москве, в концертном зале «Россия» Ронни Джордан принял участие в Международном джазовом фестивале «Parliament Jazz Festival».
Скончался 13 января 2014 года, тело было обнаружено в его доме в Лондоне. Причины скоропостижной смерти 51 летнего музыканта обнародованы не были.

## Дискография
- 1992 год — The Antidote (Island Records);
- 1993 год — Guru’s Jazzmatazz, Vol. 1 (совместно с Guru и рядом других музыкантов; Chrysalis Records);
- 1993 год — The Quiet Revolution (Island Records);
- 1995 год — Bad Brothers (совместно с DJ Krush; Island Masters);
- 1996 год — Light to Dark (4th & Broadway);
- 2000 год — A Brighter Day (Blue Note);
- 2001 год — Off the Record (Blue Note);
- 2003 год — At Last (N-Coded Music / N2K Records);
- 2004 год — After 8 (N-Coded Music / N2K Records);
- 2009 год — The Rough and the Smooth